# Quessy

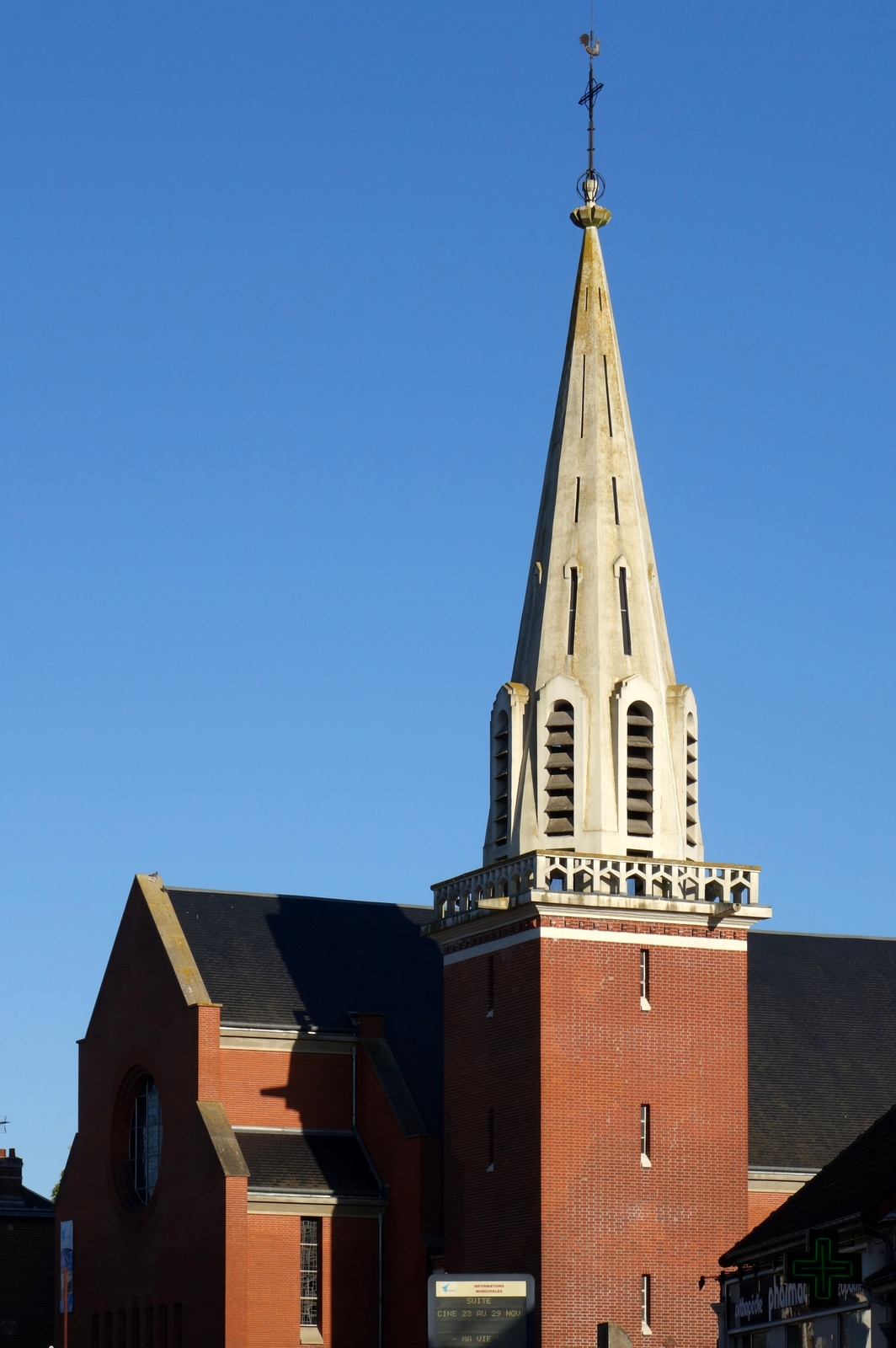
Église de Quessy

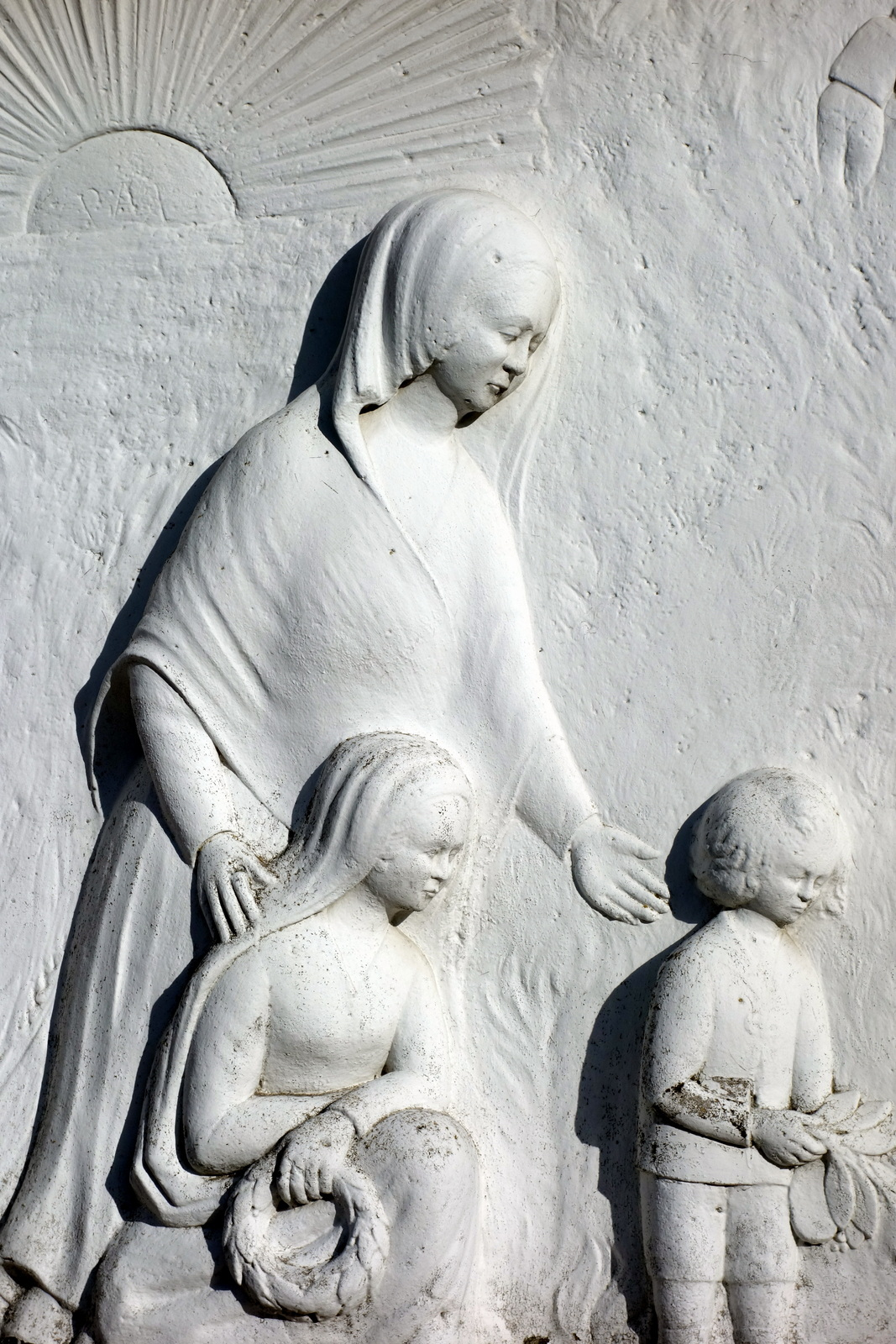
Bas-relief sur le monument aux morts

Quessy est une commune associée de Tergnier et une ancienne commune française, située dans le département de l'Aisne en région Hauts-de-France.

## Géographie
Pour les plus anciens, la ville est divisée en deux parties: "Quessy centre" et "Quessy cité". La commune avait une superficie de 3,38 km2

## Histoire
Quessy est une ancienne commune de l'Aisne. Depuis le 1er janvier 1992, elle est une commune associée à Tergnier donc dissoute par l'arrêté préfectoral du 5 novembre 1991, son code INSEE abrégé 02630.

## Administration

### Maires délégués
Quessy étant une commune associée, elle dispose d'un maire délégué.
| Période                                  | Période      | Identité          | Étiquette | Qualité                                                         |
| ---------------------------------------- | ------------ | ----------------- | --------- | --------------------------------------------------------------- |
| Les données manquantes sont à compléter. |              |                   |           |                                                                 |
| 1er janvier 1992                         | 1995         | Pierre Morval     |           | Premier maire délégué de Quessy                                 |
| 1995                                     | 2009         | Christian Crohem  |           | Maire de Tergnier (2009-2020)                                   |
| 2009                                     | 2014         | Marie-Jo Kytinski |           |                                                                 |
| mars 2014                                | juillet 2020 | Daniel Dardenne   |           |                                                                 |
| juillet 2020                             | En cours     | Stéphanie Müller  | PCF       | Agent administratif Adjointe au Maire de Tergnier (depuis 2008) |

### Maires de Quessy
La commune avait des maires, étant une ancienne commune avant son rattachement à Tergnier en 1992
| Période                                  | Période          | Identité            | Étiquette | Qualité                                                      |
| ---------------------------------------- | ---------------- | ------------------- | --------- | ------------------------------------------------------------ |
| 1788                                     | 1790             | Pierre-Louis Dupont |           |                                                              |
| 1790                                     | 1792             | Marc Jadas          |           |                                                              |
| 1792                                     | 1795             | Jean Hannier        |           |                                                              |
| 1795                                     | 1797             | Jean Oger           |           |                                                              |
| 1799                                     | 1800             | Montain Boutillier  |           |                                                              |
| 1800                                     | 1813             | Marc Jadas          |           |                                                              |
| 1813                                     | 1848             | Jean Jadas          |           |                                                              |
| 1848                                     | 1852             | André Jadas         |           |                                                              |
| 1852                                     | 1857             | Vincent Lemoine     |           |                                                              |
| 1857                                     | 1877             | Ernest d'Arguesse   |           |                                                              |
| 1877                                     | 1889             | André Jadas         |           |                                                              |
| 1889                                     | 1896             | Aimé Laurent        |           |                                                              |
| 1896                                     | 1902             | Victor Buffetry     |           |                                                              |
| 1902                                     | 1904             | Joseph Lacombe      |           |                                                              |
| 1904                                     | 1912             | Alfred Allain       |           |                                                              |
| 1912                                     | 1925             | Vincent Lievoux     |           |                                                              |
| 1925                                     | 1933             | Fernand Belouis     |           |                                                              |
| 1933                                     | 1935             | Abraham Venet       |           |                                                              |
| 1935                                     | 1941             | Léon Testard        |           | Premier mandat                                               |
| 1942                                     | 1944             | Léonard Vignon      |           |                                                              |
| 1944                                     | 1945             | Léon Testard        |           | Deuxième mandat                                              |
| 1945                                     | 1946             | Adelin Migeon       |           |                                                              |
| 1946                                     | 1947             | Narcisse Dermy      |           |                                                              |
| 1947                                     | 1965             | Henri Decarpigny    |           |                                                              |
| 1965                                     | 1989             | Paul Hauriez        | PCF       | Cheminot Conseiller général du Canton de La Fère (1970-1973) |
| 1989                                     | 31 décembre 1991 | Pierre Morval       |           | Dernier maire de Quessy                                      |
| Les données manquantes sont à compléter. |                  |                     |           |                                                              |

## Démographie
| 1793 | 1800 | 1806 | 1821 | 1831 | 1836 | 1841 | 1846 | 1851 |
| ---- | ---- | ---- | ---- | ---- | ---- | ---- | ---- | ---- |
| 135  | 139  | 166  | 258  | 399  | 455  | 516  | 520  | 561  |

| 1856 | 1861 | 1866 | 1872 | 1876 | 1881  | 1886  | 1891  | 1896  |
| ---- | ---- | ---- | ---- | ---- | ----- | ----- | ----- | ----- |
| 607  | 738  | 802  | 894  | 960  | 1 010 | 1 014 | 1 011 | 1 137 |

| 1901  | 1906  | 1911  | 1921  | 1926  | 1931  | 1936  | 1946  | 1954  |
| ----- | ----- | ----- | ----- | ----- | ----- | ----- | ----- | ----- |
| 1 204 | 1 346 | 1 579 | 2 751 | 3 664 | 3 863 | 3 950 | 2 310 | 4 189 |

| 1962  | 1968  | 1975  | 1982  | 1990  | 1999  | 2006  | 2011  | 2016  |
| ----- | ----- | ----- | ----- | ----- | ----- | ----- | ----- | ----- |
| 4 349 | 4 036 | 3 741 | 3 460 | 3 212 | 3 293 | 2 965 | 2 964 | 2 857 |

| 2021  | 2022  | - | - | - | - | - | - | - |
| ----- | ----- | - | - | - | - | - | - | - |
| 2 988 | 2 865 | - | - | - | - | - | - | - |

## Culture locale et patrimoine

### Lieux et monuments
- Église de la Très-Sainte-Vierge

### Personnalités liées à Quessy
- Louis Léonard Gébleux (1861-après 1929), céramiste français, est né à Quessy.
- La chanteuse Yseult est née à la clinique de Quessy en 1994[6].

### Héraldique
| Blason de Quessy | Blason  | D'azur à la croix d'or. Ornements extérieursCroix de guerre 1914-1918                                                         |
| Blason de Quessy | Détails | Armoiries de son ancien prieuré. * Quessy est une ancienne commune du département, intégrée en 1992 à la commune de Tergnier. |